# اچ‌ام‌اس آنبیتن (ان۹۳)
اچ‌ام‌اس آننبیتن (ان۹۳) (به انگلیسی: HMS Unbeaten (N93)) یک زیردریایی بود که طول آن ۵۸٫۲۲ متر (۱۹۱٫۰ فوت) بود. این زیردریایی در سال ۱۹۴۰ ساخته شد.